# ويليام هنري جليسون
ويليام هنري جليسون (بالإنجليزية: William Henry Gleason)‏ هو محامي وسياسي أمريكي، ولد في 28 يونيو 1829 بنيويورك في الولايات المتحدة، وتوفي في 9 نوفمبر 1902 في الولايات المتحدة. حزبياً، نشط في الحزب الجمهوري. وقد انتخب عضو مجلس نواب فلوريدا وانتخب نائب حاكم فلوريدا ‏.